# جغمینی

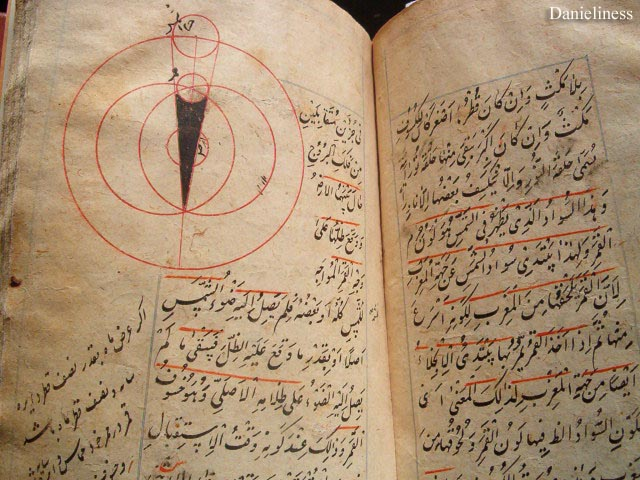
نسخه خطی رساله الجغمینی در نجوم

محمود ابن محمد ابن عمر جغمینی، پزشک ایرانی قرن ۱۴ میلادی بود. او در جغمین، روستایی در خوارزم (خیوه) واقع در ازبکستان کنونی به دنیا آمد.
از زندگی اش اطلاع چندانی در دست نیست. وی تنها به خاطر شرح بسیار مختصری که بر قانون ابن سینا نوشته شده است شناخته می شود. این خلاصه به نام قانونشاه نامگذاری شده است.